# 李大瀾
李大瀾（1538年—？），字觀甫，號潆泉，福建泉州府晉江縣人，民籍，明朝政治人物。

## 生平
嘉靖四十年（1561年）辛酉科福建鄉試第八十一名舉人。嘉靖四十四年（1565年）中式乙丑科三甲第四十五名進士。刑部观政，本年六月授江浦知县，隆慶元年（1567年）六月升太仓州知州，三年五月降调閑散，丁忧。六年七月降中都留守司经历，万历元年（1573年）三月升常德府通判，十二月升簡州知州，三年二月升常州府同知，六年十月降靖州知州，致仕。

## 家族
曾祖李瑄，義官；祖父李至，義官；父李仕潔，母傳氏。兄世材、大進，俱庠生；李忱（辛未進士）、弟大灏、大潞、大涔、大淮、大深。